# Étupes
Étupes är en kommun i departementet Doubs i regionen Bourgogne-Franche-Comté i östra Frankrike. Kommunen ligger i kantonen Étupes som tillhör arrondissementet Montbéliard. År 2022 hade Étupes 3 711 invånare.

## Befolkningsutveckling
Antalet invånare i kommunen Étupes
Referens:INSEE